# Jos De Saeger
Jozef (Jos) De Saeger (Boom, 3 augustus 1911 – Mechelen, 7 april 1998) was een Belgisch politicus voor de CVP.

## Levensloop
Jos De Saeger was de oudste zoon in een kroostrijk gezin. Zijn vader was aannemer-timmerman. Hij doorliep zijn secundaire onderwijs in de richting 'bouwkunde' aan de Provinciale Technische Scholen (PTS) te Boom. Hierop aansluitend studeerde hij van 1928 tot 1932 voor architect-landmeter in het hoger technisch onderwijs aan de Koninklijke Academie voor Schone Kunsten te Antwerpen. Na zijn studies werd hij accountant-bedrijfsconsulent. Tevens werd hij actief bij de Katholieke Arbeidersjeugd (KAJ), waar hij van 1932 tot 1936 nationaal propagandist en penningmeester was. Vanaf 1937 was hij initiatiefnemer en nationaal leider bij het Jeugdfront, een organisatie gelieerd aan de Katholieke Vlaamse Volkspartij (KVV).
Na de Tweede Wereldoorlog was hij medestichter van de CVP. In 1946 deed hij zijn intrede in de lokale politiek als gemeenteraadslid te Mechelen. Op 26 juni 1949 werd hij daarnaast lid van de Kamer van volksvertegenwoordigers voor het arrondissement Mechelen, een mandaat dat hij zou bekleden tot 10 maart 1974. Tijdens zijn parlementaire loopbaan werd hij een toonaangevend figuur binnen het ACV en hield hij zich bezig met streekontwikkeling en industrievestiging in Vlaanderen.
Van 1958 tot 1965 werd hij aangesteld als schepen te Mechelen en van mei 1961 tot augustus 1965 was hij tevens dienstdoende burgemeester, terwijl burgemeester Antoon Spinoy minister was. In 1961 werd hij verkozen tot voorzitter van de Vlaamse partijvleugel en eerste ondervoorzitter van de CVP onder voorzitter Paul Vanden Boeynants. Gedurende jaren was hij betrokken bij de communautaire discussies. In oktober 1961 stapte hij mee op tijdens de Eerste Mars op Brussel. Tijdens de besprekingen van Hertoginnedal in juli 1963 over het bestuurlijk taalgebruik in de Brusselse randgemeenten, was De Saeger de enige die zich (vruchteloos) verzette tegen de creatie van zes faciliteitengemeenten. Hij nam hierop ontslag als ondervoorzitter, maar bleef lid van het partijbestuur. Hij oefende verder een grote invloed uit over de gewestvorming. In 1964 was hij lid van de werkgroep die de eerste staatshervorming van 1970 voorbereidde.

### Minister
Van 1965 tot 1973 was De Saeger onafgebroken minister van Openbare Werken in de Regering-Harmel, de Regering-Vanden Boeynants I, de Regering-G. Eyskens IV en de Regering-G. Eyskens V. In deze functie gaf hij een belangrijke impuls aan de wegenbouw. Met de slogan "100 km autosnelweg per jaar" zorgde hij voor een spectaculaire groei van de aanleg van autosnelwegen. Onder zijn bewind verdriedubbelde het aantal kilometers autosnelweg in België. In principe werden alle autosnelwegen ook 's nachts verlicht. Daarnaast stimuleerde hij de uitbouw van de havens van Antwerpen, Gent en vooral Zeebrugge.
In de regeringen Leburton, Tindemans I, Tindemans II en Tindemans III was hij van 1973 tot 1977 minister van Volksgezondheid en Gezin en van 1973 tot 1974 minister van Leefmilieu. Hij moderniseerde de Commissies van Openbare Onderstand (COO), die hij een nieuwe naam gaf, de Openbare Centra voor Maatschappelijk Welzijn (OCMW). Het bestaansminimum was ook zijn initiatief.
Na de val van de Regering-G. Eyskens V in 1972 werd De Saeger door koning Boudewijn benoemd tot informateur, belast met de opdracht om een duurzame oplossing uit te werken voor de communautaire twisten. Hij legde een stevig uitgewerkt plan voor aan de politieke partijen, maar het werd door de pro-federalistische partijen verworpen. De Saeger zelf kwam op voor federalisme met de provincie als territoriale eenheid.
In de periode december 1971-maart 1974 had hij als gevolg van het toen bestaande dubbelmandaat ook korte tijd zitting in de Cultuurraad voor de Nederlandse Cultuurgemeenschap, die op 7 december 1971 werd geïnstalleerd en de verre voorloper is van het Vlaams Parlement.
Na zijn vertrek uit de actieve politiek in 1977, werd hij lid van de Algemene Raad en van 1977 tot 1982 voorzitter van de Caritas Confederatie van Instellingen (CCI).
Op 4 oktober 1978 werd hij benoemd tot minister van Staat.